# Martin Pribula
Martin Pribula (ur. 29 listopada 1985 w Preszowie) – słowacki piłkarz lewonożny grający na pozycji pomocnika. Zawodnik FK Spišská Nová Ves. 